# Super Seria 2004: Göteborg
Super Seria 2004: Göteborg, Grand Prix Szwecji – indywidualne, drugie  i ostatnie w 2004 r. zawody siłaczy z cyklu Super
Serii.
Data: 5 grudnia 2004

Miejsce: Göteborg  Szwecja
WYNIKI ZAWODÓW:
| Miejsce | Zawodnik           | Kraj              | Punkty |
| ------- | ------------------ | ----------------- | ------ |
| 1.      | Magnus Samuelsson  | Szwecja           | 55     |
| 2.      | Žydrūnas Savickas  | Litwa             | 50     |
| 3.      | Svend Karlsen      | Norwegia          | 43,5   |
| 4.      | Wasyl Wirastiuk    | Ukraina           | 41     |
| 5.      | Karl Gillingham    | Stany Zjednoczone | 34     |
| 6.      | Elbrus Nigmatullin | Rosja             | 30     |
| 7.      | Benny Wennberg     | Szwecja           | 26     |
| 8.      | Kalle Lane         | Szwecja           | 17     |
| 9.      | Jörgen Ljungberg   | Szwecja           | 14,5   |